# Ino (Kōchi)
Pour les articles homonymes, voir Ino (homonymie).
Ino (いの町, Ino-chō) est un bourg du district d'Agawa, dans la préfecture de Kōchi, au Japon.
Au 1er mai 2015, la population s'élevait à 22 933 habitants répartis sur une superficie de 470,97 km2.